# Gino Pariani
Gino Pariani (* 21. Februar 1928 in St. Louis, Missouri; † 9. Mai 2007 ebenda) war ein US-amerikanischer Fußballnationalspieler.

## Karriere
Gino Pariani fing im Alter von dreizehn Jahren an Fußball zu spielen. Zwei Jahre später spielte er bereits in einer Amateurliga. Er bestritt in seiner Karriere fünf Länderspiele und schoss dabei ein Tor. Er nahm mit dem US-amerikanischen Nationalteam an der Weltmeisterschaft 1950 in Brasilien teil, bei dem die USA 1:0 gegen England gewannen. Sein einziges Tor schoss er dort im Spiel gegen Spanien (17. Minute), wobei den USA ein Achtungserfolg gelang, als man bis zur 80. Minute geführt hatte und erst dann mit 1:3 verlor. Außerdem nahm er an den Olympischen Spielen 1948 in London teil. Mit St. Louis Simpkins-Ford gewann er 1948 und 1950 den National Challenge Cup. Im Jahr 1963 beendete er seine Karriere. Im Jahr 1976 wurde er in die National Soccer Hall of Fame aufgenommen. Er starb am 9. Mai 2007 an Krebs.